# Distretto di Pueblo Nuevo (Lambayeque)
Il distretto di Pueblo Nuevo è uno dei sei distretti della provincia di Ferreñafe, in Perù. Si trova nella regione di Lambayeque e si estende su una superficie di 28,88 chilometri quadrati.

Ha per capitale la città di Pueblo Nuevo e contava 12.449 abitanti nel censimento del 2005.